# Ni Pictoris
Ni Pictoris o Nu Pictoris (ν Pic / HD 45229 / HR 2320) es un sistema estelar de magnitud aparente +5,61 en la constelación de Pictor. Se encuentra a 164 años luz de distancia del sistema solar.
La estrella primaria de Ni Pictoris es una estrella Am con una temperatura efectiva de 7537 K.
Las estrellas Am, llamadas también estrellas con líneas metálicas, muestran espectros con líneas de absorción intensas de ciertos metales.
Sirio A o Deneb Algedi (δ Capricorni) son dos brillantes ejemplos de esta clase de estrellas.
Ni Pictoris tiene un radio un 90% más grande que el radio solar.
Las estrellas Am como Ni Pictoris habitualmente forman parte de un sistema binario en donde la rotación estelar se ha ralentizado debido a la fuerza de marea.
Asimismo, la elevada luminosidad de Ni Pictoris en rayos X —42,9 × 1020 W— sugería también la presencia de una compañera estelar.
Sin embargo, no fue hasta 2006 cuando se descubrió la duplicidad de Ni Pictoris.
La estrella secundaria puede tener 1/4 parte de la masa de la estrella visible y el período orbital del sistema es de 452 ± 16 días.